# Khaterah Parwani
Khaterah Parwani (født 30. juni 1982, ifølge eget udsagn 1984, i Kabul, Afghanistan) er en dansk samfundsdebattør og foredragsholder, der tidligere har arbejdet som talskvinde og juridisk rådgiver for Exitcirklen, der bekæmper psykisk vold og social, kulturel og religiøs kontrol. Hun deltager i den offentlige debat, ofte med fokus på ligestilling, kvinder og andre minoriteters rettigheder og optræder jævnligt i både danske og internationale medier.

## Baggrund
Hun kom til Danmark med sin familie som kvoteflygtning fra Afghanistan i 1986 og er opvokset i Urbanplanen på Amager. Som ung sympatiserede hun med den islamistiske organisation Hizb ut-Tahrir, men har siden meldt sig ud og advarer mod en unuanceret debat, som hun mener gavner dem. I 2013 blev hun uddannet bachelor i jura fra Københavns Universitet.

## Karriere

### Den nydanske kvindekamp
I 2013 var hun med i kampagnevideoen Et spørgsmål om ære, hvor hun fortalte sin personlige historie, om rygtesamfund og kæresteforhold. Videoen affødte stærke reaktioner, og Social- og Integrationsministeriet så sig nødsaget til at fjerne den fra Facebook. Kampagnen blev også mødt af modkampagne i form af propagandaplakater, der betød, at daværende minister Manu Sareen, var nødsaget til at gå i medierne.
I 2014 skrev Parwani indlægget ”Vi nydanske kvinder må gøre op med rygtesamfundet” i Politiken. I en artikel i Tidsskrift for Islamforskning tilskrev islamforskeren Jesper Petersen hende æren for at have introduceret begrebet rygtesamfund i debatten som betegnelse for "den sociale struktur og det moralkodeks, der eksisterer blandt indvandrere på tværs af etniske skel, og som videreføres af et segment af deres efterkommere".
Samme år blev Parwani præsenteret blandt andre unge som ”Her er den nye ligestillingskamp”. Hendes opråb rettede sig mod unge med henblik på oprør mod social kontrol.
I 2015 modtog hun Suzanne Gieses Mindelegat med begrundelsen, at hun formåede:
| Citat | at kombinere sin baggrund fra Afghanistan med opvæksten på Amager og inspirere tusinder af unge kvinder til at tage ordet og tage kampen. Komiteen beundrer også Parwanis sjældne evne til at bevæge sig i et minefelt, hvor både højre- og venstrefløj skiftevis bejler til og bekriger hende, mens hun blot står fast på at kæmpe for retfærdighed. Ligestilling handler om retfærdighed og solidaritet, og det er Parwanis varemærke. | Citat |
|       | |       |

I 2015 stod Parwani på scenen med et internationalt publikum til TEDxKEA-arrangementet i Den Sorte Diamant. Hendes oplæg havde titlen "A Manifest of Empowerment to my Future Daughter". I slutningen af samme år indgik hun en forlagsaftale med Gyldendal.
Den 8. marts 2016 stod hun på scenen til KVINFOs årlige arrangement. Her hyldede Parwani sin mor og øvrige minoritetsmødre med en hjerteskærende fortælling. Hun fik stående bifald af publikum, heriblandt kronprinsesse Mary. Den 11. marts 2016 blev hun interviewet af Zetland under titlen ”Her er de kvinder der giver stemme til en ny brun feminisme".
I april 2016 skrev Parwani en kritik af politiets håndtering af hævnporno-sager. Indlægget kastede lys på hævnporno mod muslimske piger og de alvorlige følgekonsekvenser af et digitalt rygtesamfund. Den 18. oktober 2016 blev hun hyldet i Feminas årlige guldnummer, hvor hun blev placeret i top 3 ud af 100 kvinder.
I 2017 kårede Dansk Kvindesamfund Danmarks fem mest magtfulde feminister. Det blev annonceret under det årlige Folkemøde på Bornholm, hvor Parwani modtog anerkendelsen for sit arbejde i Exitcirklen og for at sætte svære feministiske emner på dagsordenen. De øvrige modtagere var Søren Pind, Emma Holten, Rasmus Brygger og Dorte Toft. Senere på året blev hun placeret blandt Politikens top ti meningsdannere.
I 2018 tog Khaterah Parwani imod den retspolitiske pris KAFKAT på vegne af Exitcirklens arbejde, og senere samme år modtog hun prisen som Årets RØST af KØS for sin kamp for ligestilling i den offentlige debat.

### Mod radikalisering og ekstremisme
Parwani har deltaget i adskillige debatter om identitet og religiøsitet, hvor hun fortæller om sin egen rejse og om, hvor vigtigt det er at rumme tvivlen. Hun er erklæret agnostiker og mener, at det åndelige rum er et privat rum, der ikke må politiseres.
I 2014 optrådte hun i Radio24syvs program, Rushys Roulette, hvor Parwani og Elias Lamrabet, vicemedierepræsentant fra Hizb ut-Tahrir havnede i en heftig debat.
I 2015 skrev hun en personlig kronik i Politiken og skabte stor debat om, hvad der driver unge ud i radikaliserede grupper. Kronikken handler om hvordan hun voksede op i et hjem, hvor religion ikke fyldte meget, og hvordan Hizb-ut-Tahrir udnyttede 11. september-angrebene til at opsøge Vestre Borgerdyd Gymnasium, hvor Parwani også gik. Samme år lancerede Danmarks Radio programserien PerkerDansk, hvor man følger Khaterah Parwani. Indslaget viser en samtale med hendes far, hvor de taler om hendes religiøse rejse og mødet med den radikale gruppe Hizb ut-Tahrir. Dokumentardelen kaster lys på, hvordan hendes forældre greb meget hurtigt ind.
Den 2. juli 2016 blev Parwani og hendes partner, Daud Aron Ahmed, interviewet af Føljeton. Interviewet gav et personligt indblik i Parwanis ærlige undren og tvivl, når det kommer til islam og ligestilling.
Samme år trykte Information et interview med Parwani og hendes far, Esmael Mohammed Parwani, hvor samtalen igen kredser om identitet og religion. Interviewet slutter af med Esmaels råd til nytilkomne forældre:
| Citat | Mit råd til forældre, der kommer hertil, vil være: Tal med jeres børn om, hvad de går igennem uden at dømme dem. Restriktive rammer skaber fjendebilleder og lærer dine børn, at den verden derude ikke er deres verden. Den kvælende tilstand tvinger dem til at leve et dobbeltliv, og hvis du ikke skaber åbne rammer for, at dine børn lærer at reflektere selvstændigt, så taber du. Du risikerer, at du aldrig lærer dine børn at kende. Er det ikke en skræmmende tanke? | Citat |
|       | |       |

I april 2018 blev hun i Weekendavisen sammen med Natasha Al-Hariri, Tarek Ziad Hussein og Ahmad Mahmoud udnævnt til at høre til de fremtrædende og efterspurgte yngre indvandrerdebattører med indvandrerbaggrund, der har "brudt det monopol på integrationsdebatten, der før tilhørte imamer, mere eller mindre religiøse talsmænd og politikeren Naser Khader." I december 2018 udtalte hun i et interview til Kristeligt Dagblad:
| Citat | Jeg har ikke den perfekte opskrift på, hvordan man finder den rette balancegang mellem tro og ikke-tro. Der er en del religiøse påbud, forbud og retningslinjer, som jeg har forkastet for længst, men jeg har brug for mit åndelige rum. Det er et meget personligt og privat rum, og jeg synes at vi skal lade det enkelte individ finde sit eget rum. | Citat |
|       | |       |

### Naser Khader og Exitcirklen
I 2017 forsøgte tre folketingspolitikere, Naser Khader, Martin Henriksen og Marcus Knuth at standse satspuljestøtte på 680.000 kr. til Exitcirklen med en række anklager mod Exitcirklens leder Sherin Khankan og talskvinde Khaterah Parwani. Sagen havde en central plads i den politiske debat om magtmisbrug. Flere medier, herunder Berlingske, Radio24syv, Dagbladet Information og Ekstra Bladet gik ind i sagen med kritik af de tre folketingspolitikere. Under sagen skrev Khader en e-mail til Sherin Khankan om deres fortid som kærester og om nogle private billeder, han havde liggende. Da mailen blev offentliggjort, tog sagen en drejning mod mistanke om trusler om hævnporno.
Forsøget på at standse satspuljen og anklagerne blev senere kritiseret af daværende statsminister Lars Løkke Rasmussen, Venstres top og toppen i Det Konservative Folkeparti, der alle tog afstand til de tre involverede politikere. Anklagerne mod Khaterah Parwani om sympatisering med Hizb ut-Tahrir blev behandlet i presselogen med fokus på Radio24syvs manglende research af hendes gentagne kritik af organisationen gennem årene.

## Familie
Storebroderen[kilde mangler] Manyar Parwani (født 12. maj 1976 i Kabul, Afghanistan) er filminstruktør og havde spillefilmdebut med Himlen falder i 2009.
Faderen Esmael Mohammed Parwani (født i 1947 i Shamali, Afghanistan) er folkepensionist og tidligere uddannet radiomekaniker, digter, ansat i Kulturministeriet og indehaver af en tøjbutik. Han kom til Danmark som kvoteflygtning i 1986 med sin hustru og tre børn.